# Liste der Kreolsprachen
Dieser Artikel sammelt eine Liste von Kreolsprachen, die nach der Herkunft des Wortschatzes unterteilt ist. Es existiert auch eine Liste der Pidginsprachen.
Ausgestorbene Sprachen sind mit einem (†) gekennzeichnet. In ihrer Klassifikation als Kreolsprache strittige Einträge sind mit einem (*) gekennzeichnet.

## Bemerkungen
Eine Kreolsprache ist eine Kontaktsprache zwischen zwei oder mehr Sprachen und wird von einer Sprachgemeinschaft als Muttersprache gesprochen, oft in der Regel von Menschen, deren Vorfahren die geografischen und sozialen Bindungen zu ihrer ursprünglichen Sprache verloren haben. Solche sozialen Bedingungen waren häufig das Ergebnis von Verschleppungen großer Zahl von Menschen im Rahmen des Sklavenhandels. In der Regel geht ein Großteil des Wortschatzes der neuen Sprache auf eine der beteiligten Kontaktsprachen zurück, häufig die Sprache der dominanten Gruppe im Sprachkontakt. In Listen von Kreolsprachen wie z. B. in Ethnologue werden Kreolsprachen deshalb nach Herkunft des Wortschatzes unterteilt, oft die früheren Kolonialsprachen Englisch, Französisch, Portugiesisch oder Spanisch.
Die Einteilung nach Herkunft des Wortschatzes ist in der Regel eine Vereinfachung, denn wenn sich eine Kreolsprache aus einer Pidgin-Sprache entwickelt, wird der Wortschatz einer Kreolsprache durch Sprachausbau durch verschiedene Mittel, auch durch neue Wortbildungen, angereichert. Ferner gibt es einige Sprachen, bei denen nicht in ihrer gesamten Entwicklung eine Sprache den ganz überwiegenden Teil des Wortschatzes bildeten, diese sind unter Kreolsprachen mit heterogenem Wortschatz zu finden.
Abzugrenzen von Kreolsprachen sind Mischsprachen, die unter anderen sozialen Umständen entstanden sind als die von Pidgins und Kreolsprachen, deren Entstehung in der Regel die Folgen von Sklaverei sind. Mischsprachen zeichnen sich ferner dadurch aus, dass aus einer Sprache nicht nur vornehmlich der Wortschatz, sondern auch grammatische Konstruktionen übernommen werden.  Zu solchen Mischsprachen zählt das manchmal als Kreolsprache bezeichnete Michif (Französisch-Cree; die Sprache der Métis in Nordamerika). Michif wird in der Turtle Mountain Indian Reservation in North Dakota gesprochen und besteht aus einer Kombination von vollkommen grammatisch korrekten Verbalphrasen aus dem Cree und korrekt gebildeten französischen Nominalphrasen. Sprachwissenschaftler haben die Hypothese aufgestellt, dass Michif vor allem von Métis gesprochen wird, um sich sowohl von Sprechern des Französischen als auch des Cree abzugrenzen.

## Kreolsprachen mitenglisch-basiertem Wortschatz
- Antiguan Creole (Antigua und Barbuda)
- Bahamas Creole English (Bahamas)
- Barbadian Creole (auch Bajan oder Bajan Patois) (Barbados)
- Belize Kriol English (Belize)
- Bislama (Amtssprache in Vanuatu)
- Gullah (Süden der USA)
- Hawaii-Kreolenglisch (Hawaii)
- Jamaika-Kreolisch (Patois) (Mittelamerika)
- Kamtok (Kamerun)
- Krio (Verkehrssprache in Sierra Leone)
  - Aku (Gambia)
  - Fernando-Po-Kreolische Sprache
- Kriol (Northern Territory, Australien)
- Kru-Englisch (Liberia)
- Ngatikesische Sprache (Föderierte Staaten von Mikronesien)
- Pijin (Salomonen)
- Pitcairn-Englisch (Amtssprache der Pitcairninseln und der Norfolkinsel, hier als Norfuk bezeichnet)
- Singlish (Singapur)
- Tobagonian Creole (Trinidad und Tobago)
- Tok Pisin (Amtssprache in Papua-Neuguinea; Übergangszustand von einer Pidgin- zu einer Kreolsprache)
- Torres-Kreol (Torres Strait, Australien)
- Trinidadian Creole (Trinidad und Tobago)
- Turks and Caicos Islands Creole (auch Turks and Caicos Creole English) (Turks- und Caicosinseln)
- Virgin Islands Creole English

## Kreolsprachen mitfranzösisch-basiertem Wortschatz
- Antillen-Kreolisch
- Bourbonnais-Kreolische Sprachen:
  - Agalega-Kreolisch
  - Morisyen (Mauritius-Kreolisch)
  - Réunion-Kreolisch – stark entkreolisiert
  - Rodriguais (Rodrigues-Kreolisch)
  - Seychellenkreol (Amtssprache der Seychellen)
  - Tschagos-Kreolisch
- Französisch-Guayana-Kreolisch (*) (Französisch-Guayana)
- Französisch-Kreolisch (Indochina)
- Haitianisch-Kreolisch (Haiti)
- Lanc-Patuá (Brasilien – Amapá)
- Louisiana-Kreolisch
- Tayo[4] (Neukaledonien)

## Kreolsprachen mitportugiesisch-basiertem Wortschatz
- Annobonesische Sprache (Umgangssprache auf Annobón)
- Guineabissauisches Kreol (Guinea-Bissau)
- Kapverdisches Kreol (Kap Verde)
  - Barlovento-Kreol (São Vicente, São Nicolau, Sal, Boavista, Santo Antão)
  - Sotavento-Kreol (Santiago (Badiu), Maio, Fogo, Brava)
- Kreolsprachen von São Tomé und Príncipe
  - Angolar (anerkannte Minderheitensprache in São Tomé und Príncipe)
  - Principensische Sprache – Bantusprachen (São Tomé und Príncipe)
  - Saotomensische Sprache – Bantusprachen und Kwa-Sprachen (São Tomé und Príncipe)
- Portugiesisch-Amerikanische Kreolsprachen (Karibik, Suriname; Brasilien: língua geral)
- Portugiesisch-Asiatische Kreolsprachen (Indien, Malaysia, Ost-Sri Lanka, Macaista in Macau)

## Kreolsprachen mitspanisch-basiertem Wortschatz
- Chabacano (Philippinen)
- Palenquero (Kolumbien)
- Papiamento (ABC-Inseln)

## Kreolsprachen mitniederländisch-basiertem Wortschatz
- Berbice Dutch Creole (†) (Guyana)
- Negerhollands (†) (Karibik)

## Kreolsprachen mitdeutsch-basiertem Wortschatz
- Unserdeutsch (fast †) (Papua-Neuguinea)

- Lagerszpracha (*) (eine Sondersprache benutzt in Konzentrationslagern)

## Kreolsprachen mitarabisch-basiertem Wortschatz
- Nubi (Uganda)
- Juba-Arabisch (Südsudan)

## Kreolsprachen mitAfrikaans-basiertem Wortschatz
- Oorlams (Kreolsprache, eventuell sogar als Afrikaans-Dialekt anzusehen)
- Tsotsitaal (Kreolsprache in Gauteng und anderswo in Südafrika, von Männern gesprochener Soziolekt mit Vokabeln aus dem Zulu, Englischen, Xhosa etc.)

## Kreolsprachen mitKikongo-basiertem Wortschatz
- Kituba (Amtssprache in der Republik Kongo, sonstiger offizieller Status in der Demokratischen Republik Kongo)

## Kreolsprachen mitNgbandi-basiertem Wortschatz
- Sangho (Nationalsprache in der Zentralafrikanischen Republik, umstritten, ob es sich wirklich um eine Kreolsprache handelt)

## Kreolsprachen mitSwahili-basiertem Wortschatz
- Kutchi-Swahili (Cutchi-Swahili)
- Settla (Settler-Swahili)

## Kreolsprachen mitmalaiisch-basiertem Wortschatz
- Ambonese Malay
- Betawi
- Malay, Banda
- Malay, Bacanese
- Malaccan Creole Malay
- Cocos Islands Malay
- Gorap
- Malay, North Moluccan
- Malay, Baba
- Malay, Makassar
- Malay, Balinese
- Malay, Kupang
- Malay, Sabah
- Indonesian, Peranakan
- Papuan Malay
- Sri Lankan Creole Malay
- Manado Malay

## Kreolsprachen mit heterogenem Wortschatz
- Afroseminolisches Kreol (USA und Mexiko)
- Aukaans (Suriname)
- Hawaii-Kreolenglisch (Hawaii)
- Papiamentu (Niederländische Antillen)
- Saramaccaans (Suriname)
- Sranantongo (Suriname)